# Dofetilide
La dofetilide è un potente farmaco anti-aritmico di classe III utilizzato nella fibrillazione atriale, nel flutter atriale e in altre forme di tachicardie sopraventricolari.

## Classificazione
Nella classificazione di Vaughan-Williams per gli antiaritmici, basata sul tipo di canale ionico bloccato, la dofetilide è considerata come antiaritmico di classe III, in virtù della capacità specifica di blocco sui canali per il potassio.

## Farmacocinetica
L'elevatissima biodisponibilità (circa 100%) rende questo farmaco particolarmente adatto alla dispensazione per via orale, con assorbimento intestinale notevolmente aumentato dal verapamil, farmaco anti-aritmico e anti-anginoso. La maggior parte (80%) del farmaco viene eliminato immodificato per via renale; il restante 20% viene eliminato come metaboliti attivi. L'emivita plasmatica è di circa 10 ore, benché in soggetti con insufficienza renale possa crescere ulteriormente in accordo con l'eliminazione urinaria del farmaco.

## Farmacodinamica
La dofetilide agisce bloccando la componente rapida del canali del potassio (IKr) presenti nelle fibrocellule miocardiche. Questa alterazione corrisponde a un aumento del periodo refrattario che ostacola la successiva insorgenza di un potenziale d'azione aritmogeno. A differenza degli altri farmaci antiaritmici di classe III, la dofetilide non possiede capacità bloccanti nei confronti di altri canali. Inoltre, possiede cinetiche più lente e non mostra quindi un blocco differenziale per le cellule a bassa soglia di eccitabilità. Tali eventi sono testimoniati dal prolungamente del tratto QT indagabile all'elettrocardiogramma.

## Impiego clinico
La dofetilide (somministrata come compresse di 125–250 mg due volte al giorno) è usata soprattutto per il trattamento della fibrillazione atriale e del flutter atriale; tuttavia, il farmaco può essere usato anche nella prevenzione di eventi aritmogeni potenzialmente fatali conseguenti a eventi ischemici acuti e disfunzione ventricolare sinistra.

## Effetti collaterali
L'effetto collaterale più temibile registrato durante l'impiego di dofetilide è la torsione di punta, correlata alla dose e secondaria al prolungamento del tratto QT. Questo evento può essere prevenuto monitorando continuamente l'elettrocardiogramma e la clearance della creatinina, in modo da limitare e aggiustare la dose in base a segni elettrici (QT lungo) o accumulo di farmaco (bassa clearance della creatinina).

## Controindicazioni
Farmaci che inibiscono la secrezione renale di cationi come la cimetidina, dovrebbero essere evitati nei soggetti che fanno uso di dofetilide.